# Katsuta Shōkin
Katsuta Shōkin (japanisch 勝田 蕉琴; geboren 3. November 1879 in Tanagura; Präfektur Fukushima; gestorben 9. September 1963 in Tokio) war ein japanischer Maler der Nihonga-Richtung.

## Leben und Werk
Katsuta Shōkin erhielt schon in jungen Jahren Malunterricht, und zwar vom Maler im Nanga-Stil Node Shōu (野出 蕉雨; 1847–1942). 1899 setzte er sein Studium unter Hashimoto Gahō fort. Ab 1902 bildete er sich im Aufbaustudium für Nihonga an der „Tōkyō bijutsu gakkō“ (東京美術学校), einer der Vorläufereinrichtungen der heutigen Universität der Künste Tokio weiter.
Nachdem Katsuta 1905 sein Studium beendet hatte, wurde er auf Empfehlung von Okakura Kakuzō wurde er in die Tagore-Familie nach Indien eingeladen, wo er sich mit buddhistischer Malerei und buddhistischer Kunst beschäftigte. Außerdem unterrichtet er auf Wunsch der indischen Regierung dort ostasiatische Malerei an einer Kunstschule. 1907 kehrte er nach Japan zurück.
Katsuta stellte 1907 auf der 1. „Bunten“-Ausstellung und auch auf folgenden Ausstellungen der Reihe bis nach dem Zweiten Weltkrieg aus, ab 1951 auch auf den Ausstellungen der „Kakushin bijutsu kyōkai“ (革新美術協会). Werke von ihm sind „Hayashi no naka kara“ (林の中から) – „Aus der Mitte des Waldes“, „Konayuki furu asa“  (粉雪ふる朝) – „Pulverschneefall am Morgen“, „Natsu no yūbe“ (夏の夕).
1931 war Katsuta auf der Ausstellung japanische Malerei 1931 in Berlin zu sehen.